# Fritz Glarner
Fritz Glarner, né le 20 juillet 1899 à Zurich (Suisse) et mort le 18 septembre 1972 à Locarno (Suisse), est un artiste peintre américano-suisse.